# هانس ادام دوم، شاهزاده لیختن‌اشتاین
هانس آدام دوم متولّد ۱۴ فوریه ۱۹۴۵ در شهر زوریخ کشور سوئیس شاهزاده حاکم لیختن‌اشتاین است. نام او به آلمانی به طور رسمی یوهانس آدام فردیناند آلویس یوزف ماریا مارکو داویانو پیوس فن آوند تسو لیختن‌اشتاین(Johannes Adam Ferdinand Alois Josef Maria Marko d'Aviano Pius von und zu Liechtenstein)است. پدر او فرانتس یوزف دوم و مادر او جینا نام دارد.